# Order of the Temple of the Rosy Cross
Der Order of the Temple of the Rosy Cross – OTRC (Orden des Tempels vom Rosenkreuz, auch der theosophische Tempel des Rosenkreuzes) war ein Rosenkreuzerorden, der 1912 durch Mitglieder der Theosophischen Gesellschaft Adyar in London gegründet wurde. Während des Ersten Weltkriegs wurde die Aktivität des Ordens jedoch vollends eingestellt. Annie Besant, Marie Russak und James Wedgwood zählten dabei zu den Gründern. Die Mitglieder bestanden zum größten Teil aus Angehörigen der Theosophischen Gesellschaft und Mitgliedern der gemischtgeschlechtlichen Freimaurergroßloge Le Droit Humain. Zu seinen deutschen Mitgliedern soll auch der Forschungsreisende und Schriftsteller Wilhelm Hübbe Schleiden gezählt haben.
In der Aprilausgabe des The Vahan von 1912 wird erklärt, dass sich der OTRC den Studien der Mysterien, des Rosenkreuzertums, der Kabbala, Astrologie, Freimaurerei, Symbolismus, christlicher Zeremonien, mystischer Traditionen und den Geheimnissen des Westens widmet. 1912 folgte in der Juniausgabe der Sophia, dass der Rat bzw. Vorstand des Ordens sich aus 12 Brüdern zusammensetze, die sich in tiefer Verbundenheit dem Okkultismus und den archaischen Mysterien verschrieben hätten. Man stand in der Hoffnung, ein nützliches Instrument unter der Inspiration des Meisters Rákóczi alias Saint Germain zu sein. Vor allem war es das erklärte Ziel, die alten Mysterien wieder aufleben zu lassen und die Welt auf die Ankunft des Meisters der Welt vorzubereiten. Als den Meister der Welt (Weltlehrer) verstand man mit großer Sicherheit Jiddu Krishnamurti, der von Annie Besant bereits in Adyar (Indien) und später in England im theosophischen Sinne erzogen wurde. Im Wortlaut ist in der englischen Ausgabe der Sophia dazu Folgendes zu lesen:
„The Council of the Order is composed by 12 Brothers deeply interested in all that refers to the Ceremonial Occultism and Archaic Mysteries, and that they hope to form an useful instrument, under the inspiration of the Master Rakoczi, to resuscitate the Old Mysteries and to prepare the arrival of the Master of the World“. (Der Ordensrat setzt sich aus 12 Brüdern zusammen, welche ein tiefes Interesse an zeremoniellem Okkultismus und archaischen Mysterien haben. Sie hoffen, unter der Inspiration von Meister Rakoczi, ein nützliches Instrument für die Wiederbelebung der alten Mysterien zu sein und die Ankunft des Meisters der Welt vorzubereiten.)
Die Mitglieder des OTRC trugen offenbar Tuniken und folgten dem Motto der Benediktiner „Ora et Labora“. Die Brüder und Schwestern trafen sich zwei Mal in der Woche in ihren Oratorien und Laboratorien. In den Oratorien diskutierte und philosophierte man über spirituelle Texte. In den Laboratorien wandte man sich wiederum seinem inneren Wesen zu. Als einen ihrer Hauptversammlungsorte kann man den Grand Temple of the Rosy Cross (Großen Tempel vom Rosenkreuz) ansehen. Er wurde am 7. Mai 1914 in der Krotona Colony (Hollywood, Kalifornien) der Theosophischen Gesellschaft eingeweiht. Der Tempel bot 350 Menschen Platz und wurde für größere Lesungen benutzt. Nach der Auflösung des Ordens trat Mitbegründerin Mary Russak in den von Harvey Spencer Lewis 1915 gegründeten AMORC ein.
Der Order  wurde 2016 in Italien wieder aufgenommen.